# Saint-Maurice-en-Rivière
Saint-Maurice-en-Rivière là một xã ở tỉnh Saône-et-Loire trong vùng Bourgogne-Franche-Comté nước Pháp.

## Thông tin nhân khẩu
Theo điều tra dân số năm 1999, xã này có dân số 435 người.